# Frankfurter Allgemeine Zeitung

Frankfurter Allgemeine Zeitung (în traducere Ziarul General din Frankfurt; acronim FAZ) este un cotidian german cu sediul în Frankfurt pe Main. În perioada ianuarie-martie 2012 a avut un tiraj mediu de 355.260 exemplare pe zi. FAZ este în străinătate cel mai citit ziar german. Modul de prezentare a evenimentelor nu este hotărât de redactorul-șef, ci în mod colegial de 5 persoane din conducerea redacției. Orientarea ziarului este creștin-democrată, față de principalul concurent, Süddeutsche Zeitung, cu orientare social-democrată.

## Tiraj
Tirajul mediu al publicației a fost în trimestrul al treilea al anului 2015 de 309.296 de exemplare, în scădere cu 42,38% față de 1998. Numărul de abonamente s-a ridicat în 2015 la 191.328, în scădere cu 34,02% față de 1998.